# Herman Otto II van Limburg Stirum

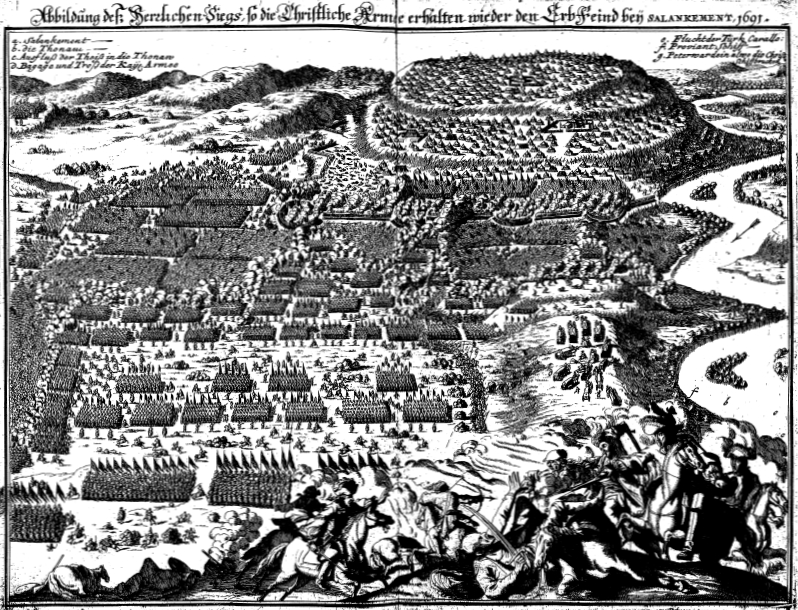
Slag bij Slankamen

Herman Otto II van Limburg Stirum (1 april 1646 - Donauwörth, 9 juli 1704) was graaf van Limburg Stirum en keizerlijk veldmaarschalk. Hij was de zoon van Adolf Ernst van Limburg Stirum-Gemen en Maria Isabella van Vehlen en kleinzoon van Herman Otto I van Limburg Stirum.

## Levensloop

### Militaire carrière
Herman Otto diende in een Bayreuther Regiment voetvolk. In 1678 werd hij bevorderd tot commandant van een Keizerlijk regiment voetvolk. Na zijn bevordering tot generaal-majoor in 1684 onderscheidde hij zich meerdere malen in de Turkse oorlogen. Hij was in 1691 als bevelhebber betrokken bij de slag bij Slankamen onder Lodewijk Willem van Baden, bijgenaamd der Türkenlouis.
Tot veldmaarschalk werd hij benoemd in 1696. In het jaar 1701 vocht hij mee aan de Rijn en in 1704 in Zuid-Duitsland tijdens de Spaanse Successieoorlog tegen de Fransen in de eerste slag bij Höchstädt.

### Huwelijk en kinderen
Herman Otto trouwde in 1678 met gravin Charlotte Amalia van Vehlen-Meggen tot Raesfeld (1662–1718). Zij was een kleindochter van Alexander II van Vehlen, door het huwelijk van diens zoon Ferdinand Godfried van Vehlen graaf van Megen en vrijheer van Raesfeld (1626 - Slot Raesfeld, Borken, 7 juli 1685) en Sophia Elisabeth van Limburg Stirum (Deventer, 1632-Slot Raesfeld, Borken, 26 oktober 1685). Zij kregen de volgende kinderen:
- Isabelle Catharina Bernhardine van Limburg-Stirum (10 januari 1680 - 6 augustus 1683)
- Otto Ernst Leopold graaf van Limburg Stirum en Bronckhorst, heer van Gemen en Raesfeld (10 januari 1688 - 4 maart 1754). Hij trouwde op 3 augustus 1706 met Amalia Anna Elisabeth van Schönborn-Buchheim (7 april 1686-25 april 1757). Zij was een dochter van Melchior Frederik graaf van Schönborn-Buchheim, heer van Wiesentheid Heussenstamm en Reichelsberg (1644-1717) uit het geslacht Schönborn en Maria Anna Sophia van Boineburg-Lengsfeld (1652-1726).
- Sophia Charlotte (20 december 1689 - 22 april 1714), trouwde in 1711 met graaf Maximiliaan van Regenstein-Tattenbach (8 april 1687 - 16 maart 1762)
- Magdalena Sibylla (15 februari 1693 - 15 juni 1762)
- Isabella Wilhelmina (7 oktober 1695 - 1778), trouwde (1) in 1729 met graaf Johan Kajetan van Kolowrat (1696 - 3 september 1729), trouwde (2) met Albert Eugen Przichowsky baron van Przichowitz (overleden 4 augustus 1737)
- Amalia Anna Frederika  (31 juli 1699 - 10 februari 1729)
- Maria Bernhardine (14 augustus 1700 - november 1764), trouwde in januari 1752 met Pierre Bruno Petit de Goberbez

## Weblinks
- https://web.archive.org/web/20081120073127/http://www.worldroots.com/foundation/european/georglimburgdesc1500-2.htm
- http://genealogy.euweb.cz/cleves/cleves9.html